# История Воеводины
Земли, на которых расположен сербский автономный край Воеводина, имеют древнюю историю, но политическая история этой территории началась лишь в новое время.

## Античные времена
Изначально Срем и Бачку населяли иллирийцы, а Банат — фракийцы. В III веке до н. э. здесь появились кельты, воевавшие с даками.
Римляне, расширяя границы своей империи на Балканах, в I веке овладели Сремом (вошедшим в состав провинции Паннония), а во II, после разгрома даков — Банатом (вошедшим в состав провинции Дакия); Бачка в состав Римской империи не входила, и с I века здесь поселились языги.

## Великое переселение народов
В III веке римляне были вытеснены из Баната готами и сарматами. К концу IV века готы покорили языгов.
В конце IV века готы покорились гуннам.
После смерти Аттилы коалиция под руководством Ардариха разгромила гуннов в битве у реки Недао, после чего контроль над Бачкой, Банатом и Сремом перешёл к гепидам. Затем Срем попал под власть Византии, создавшей провинцию Паннония с центром в Сирмие.
В VI веке авары в союзе с лангобардами разгромили гепидов и заняли их земли; впоследствии лангобарды ушли в Италию, оставив свои земли аварам. В 582 году авары захватили Сирмий.
В VI—VII веках на территории современной Воеводины начали поселяться славяне.
В VII веке Сремом в качестве аварского вассала владел болгарский хан Кубер.
В VIII веке Аварский каганат был разгромлен франками. После этого земли современной Воеводины в разное время входили в состав Болгарского царства, Великой Моравии и Паннонской Хорватии.

## Средние века
В X—XII веках земли Срема, Бачки и Баната были постепенно завоёваны венграми. Однако Королевство Венгрия в то время было многонациональным, и имена первых ишпанов Бачского комитата были явно славянского происхождения. В XIII веке в результате ослабления центральной власти в венгерской державе сербский король Стефан Драгутин правил Сремом фактически как независимый правитель. Впоследствии Срем стал предметом постоянного спора между сербами и венграми.
В 1459 году Сербская деспотия была завоёвана Османской империей. Из соображений безопасности и желания сохранить остаток территорий (многие территории Венгрии уже были под контролем Османской империи, а часть земель имела только формальное подчинение) венгерский король Матьяш Корвин на территории Срема возродил Сербскую Деспотию с признанием деспотами венгерского вассалитета. Начался так называемый период «венгерской эмиграции» сербских деспотов. Сербский деспоты в Венгрии должны были поддерживать Венгрию в войнах и платить дань. Некоторые деспоты пытались воевать с турками, пытаясь возродить Сербию, но безуспешно. На деспотов также была возложена обязанность контролировать всех сербов, живущих в Венгрии. Первым сербским деспотом в эмиграции стал князь из рода Бранковичей Вук Гргорович, сын Гргора Юровича, внук Георгия Бранковича.
В 1526 году в Мохачской битве османское войско разгромило венгерскую армию, венгерский король Людовик II погиб. На месте покорённых османами венгерских земель образовалась новая область — Османская Венгрия.

## Османская империя
Осенью 1526 года Йован Ненад собрал большое войско преимущественно из бездомных крестьян. Умелыми военными действиями его отряды освободили от турок почти всю Бачку, после чего Йован Ненад превратил её в свой опорный пункт, объявил себя царём и наместником Бога, а Бачку и Банат — своими владениями. В Суботице был организован царский двор с личной гвардией; в города и местечки, освобождённые от турецких гарнизонов, Йован Ненад назначил своих старейшин, раздавал отобранные у враждебных феодалов земли своим сторонникам. В конце 1526 — начале 1527 года государство Ненада было вовлечено в междоусобную феодальную войну в Венгрии, развернувшуюся между сторонниками Яноша Запольяи, правившего в Восточной Венгрии в 1526—1540 годах, и Фердинанда I Габсбурга, избранного в 1526 году венгерским королём аристократией западной части Венгрии. Йован Ненад выступил на стороне Габсбургов, пообещавших ему помощь снаряжением. После гибели Йована Ненада его государство прекратило своё существование.
В 1552 году Банат вошёл в состав Темешварского эялета; Срем и Бачка вошли в состав Сремского и Сегединского санджаков.
В 1594 году проживавшие в Банате сербы подняли восстание, подавленное турецкой армией.

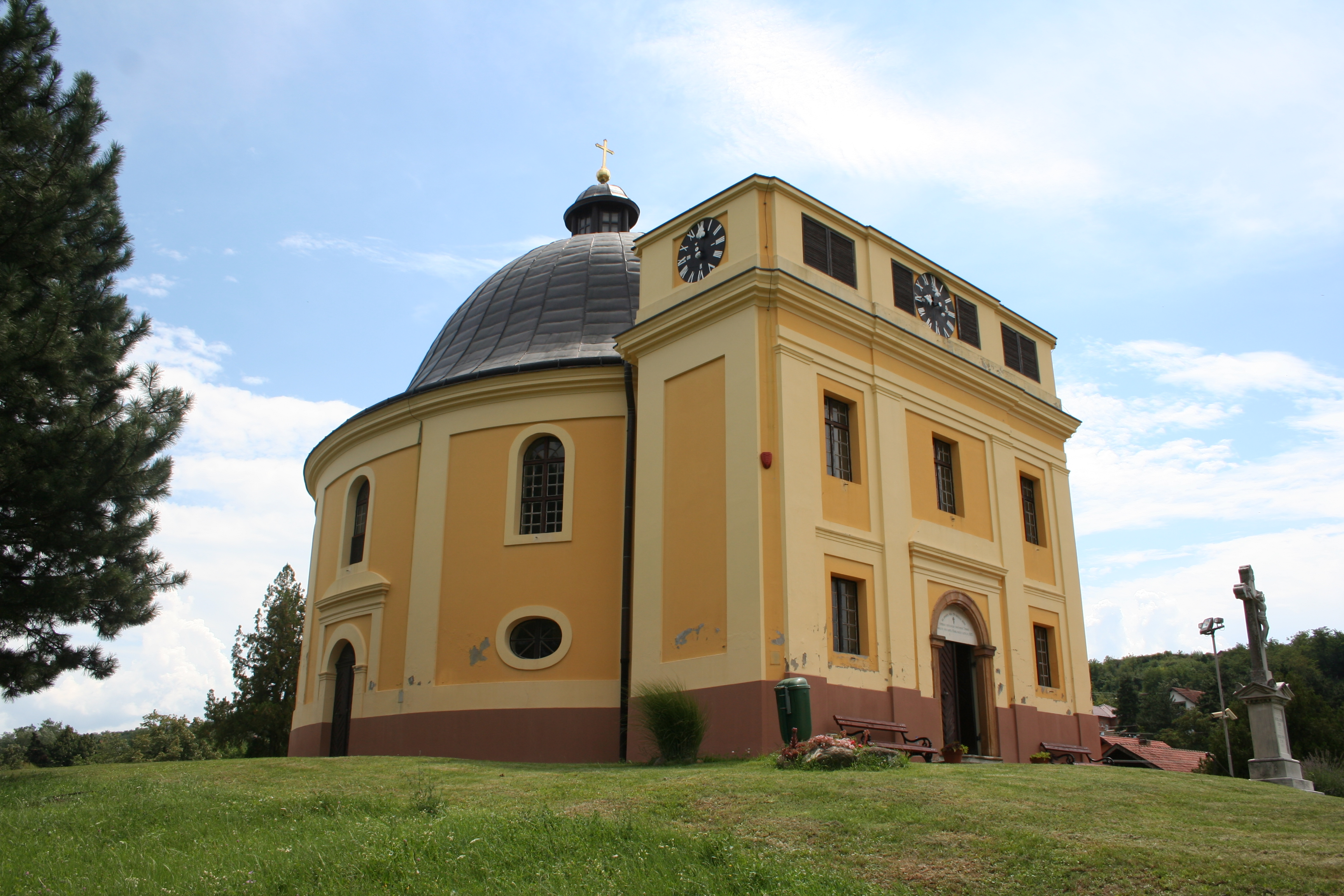
Капелла мира в городе Сремски-Карловци на месте подписания Карловицкого мирного договора 1699 года

В результате австро-турецких войн по итогам Карловицкого (1699) и Пожаревацкого (1718) мирных договоров территория Воеводины перешла под власть австрийских Габсбургов.

## В составе державы Габсбургов
Габсбурги решили игнорировать требования венгров, и отказались принимать во внимание когда-то существовавшую организацию местной власти. На новоприсоединённых землях был образован Темешварский банат (от которого и произошло название территории «Банат»), разделённый на 7 округов. Администрация имела смешанный характер — это была военно-гражданская администрация, осуществлявшая охрану границы (Банатская Краина). Австро-турецкие войны привели к большим миграциям населения, и новоприсоединённые территории испытывали большую нехватку рабочих рук. 
К 1720-м годам сербы и буневцы стали составлять подавляющее большинство населения Воеводины, что было результатом более чем двухвекового процесса постепенного переселения туда сербов из Центральной и Южной Сербии.
В 1763 году Дворцовой палатой был издан «Патент о колонизации», и в 1770 году в Банат хлынула мощная волна колонистов из Центральной Европы (11 тысяч семей — 42 тысячи человек), в результате чего появились многочисленные банатские швабы; также сюда прибыли венгры, образовавшие несколько сёл, и словаки, из высокогорных районов приходили румыны, а с юга переселялись сербы и болгары, торговые дела приводили в города армян и евреев. В 1778 году Темешварский банат был ликвидирован, а его земли вошли в состав Королевской Венгрии.
Венгерские правящие круги всеми силами старались превратить многонациональную (как и сама Империя) Королевскую Венгрию в национальное государство венгров. В 1830 году были приняты «языковые законы», на основании которых венгерский язык получил статус официального; даже церковно-приходские книги надлежало составлять на венгерском, что должно было отразиться на выборе имён для новорожденных.

### Революция 1848 года в Воеводине
В 1848 году в Австрийской империи, как и в других государствах Европы, начались революционные волнения. Сразу обозначились противоречия между целями сербских и венгерских революционеров. Сербы небезосновательно опасались лозунгов о политически едином народе и о единственном «дипломатическом» языке — венгерском. Со своей стороны венгры, особенно националисты-радикалы во главе с Лайошом Кошутом, испытывали беспокойство по поводу любых центробежных устремлений. Переговоры венгерских революционных властей с сербами, тогда ещё не выдвигавшими требования автономии, не только не устранили, а, наоборот, усилили взаимное недоверие. В начале апреля 1848 года в разговоре с делегацией новисадских сербов Кошут в ответ на предостережение о том, что сербы могли бы потребовать автономии и у противоположной стороны, заявил: «В таком случае нам придётся скрестить мечи».
Слухи о разногласиях с венграми и прежний печальный опыт навязывания венгерского языка стали причиной жестокого сопротивления. Во многих городах с сербским населением сжигались церковные книги и документы, написанные по-венгерски. Громко зазвучали требования о предоставлении сербам собственной территории и о назначении воеводы. Возбуждённая толпа, которой предводительствовала студенческая и школьная молодёжь совместно с прибывшими из Княжества Сербия сверстниками, заставила митрополита созвать в Карловице Народную скупщину, хотя власти соглашались только на проведение народно-церковного собора в Темешваре в присутствии королевского комиссара.

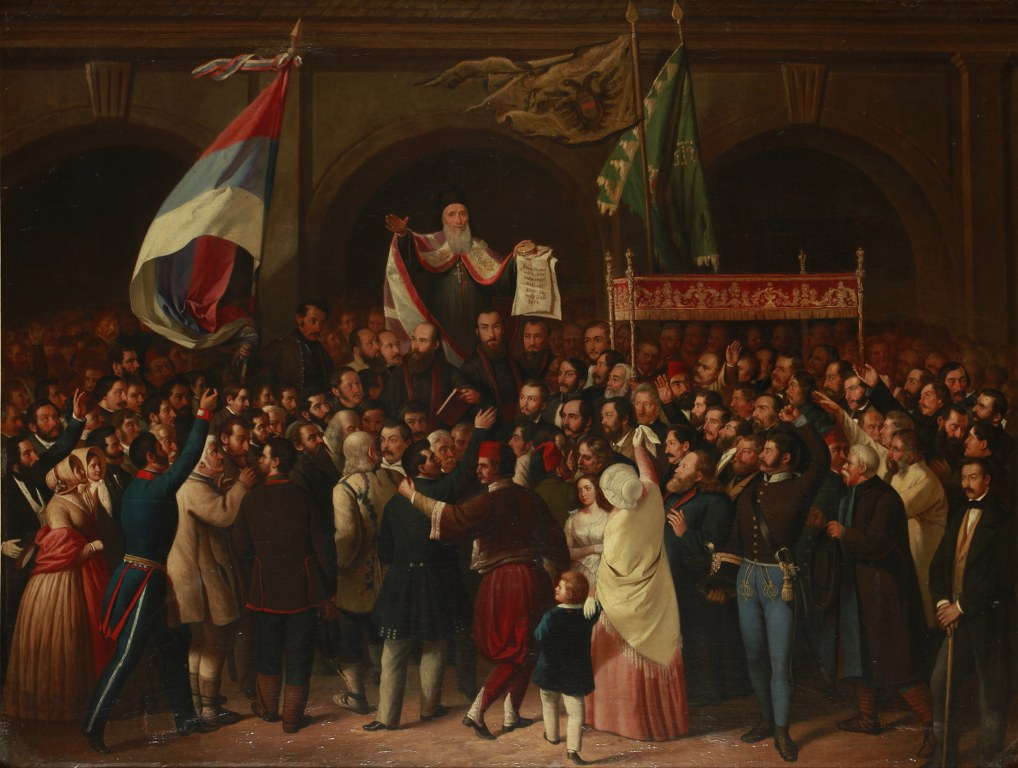
Картина Павла Симича «Провозглашение Сербской Воеводины»

1-3 мая по Юлианскому календарю (12-14 мая по григорианскому) на Карловицкой скупщине, вылившейся в массовый митинг, были приняты решения, повлекшие серьёзные последствия. На территории Срема, Бараньи, Бачки и Баната провозглашалось создание Сербской Воеводины. Новосозданная Воеводина вступала в «политический союз… на основе свободы и полного равноправия с Триединым королевством Хорватии, Славонии и Далмации».

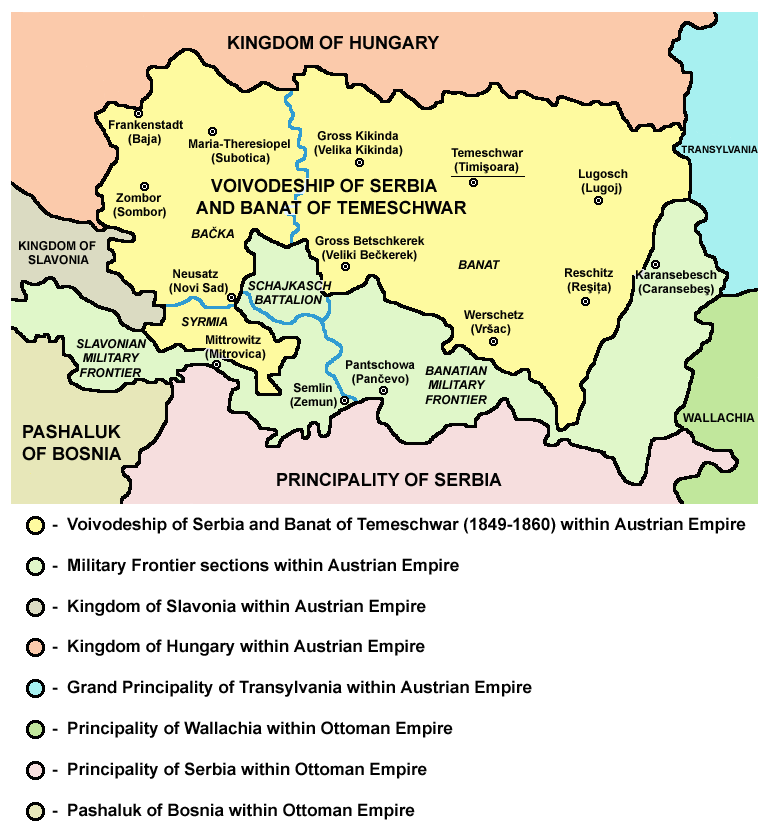
Воеводство Сербия и Темешварский банат в 1849-1860 годах

В связи с тем, что в это время венский двор во всём попустительствовал венгерскому правительству, решения Майской скупщины не были признаны официальными властями Империи. Ситуация в стране изменилась осенью 1848 года, когда венский двор, решив вопрос с Италией и Чехией, вступил в борьбу с венгерскими властями. Имперская конституция, объявленная 4 марта 1849 года, предусматривала, что «Воеводство Сербия» получит устройство, «которым будет подтверждена его церковь и народность на основе старых „привилегий“ и императорских указов». Императорским патентом от 18 ноября 1849 года была образована отдельная территориальная единица Воеводство Сербия и Темешварский банат.

### Воеводина в 1849—1918 годах
Поражение Австрии в войне с Францией и Сардинией сделало необходимым урегулирование отношений с венгерской частью империи, которое могло быть возможным только в результате восстановления конституционных прав и целостности Венгерского королевства. Одной из первых жертв стала Воеводина, формально упразднённая в декабре 1860 года. В мае 1861 года органы Сербского воеводства передали власть администрации обновлённых жупаний. Титул «воеводы сербского» (нем. Grosswojwod der Wojwodshaft Serbien) оставался в титулатуре императора Австрии (впоследствии — Австро-Венгрии) вплоть до распада империи в 1918 году.

## Королевство Югославия
После поражения Центральных держав и предстоявшего краха Австро-Венгрии, централизованная система власти в стране была уничтожена, и власть на местах с лета 1918 года оказалась в руках у местных самопровозглашенных народных советов. В Нови-Саде был создан Сербский национальный комитет, который вскоре создал свои отделения в регионах Банате, Бачке и Баранье, с целью создать предварительную администрацию этих регионов. 25 ноября 1918 года была созвана «Великая народная скупщина сербов, буневцев и прочих славян Баната, Бачки и Бараньи». Великая народная скупщина проголосовала за вхождение этого региона в состав Королевства Сербия, и сформировала «Народную управу Баната, Бачки и Бараньи». Белградское правительство согласилось на присоединение региона к Сербии (1 декабря 1918 года объединившейся с Государством словенцев, хорватов и сербов в Королевство сербов, хорватов и словенцев), — однако, не признало Народной управы.
В 1929 году Королевство сербов, хорватов и словенцев было переименовано в Королевство Югославия. В результате произведённой административной реформы эти земли вошли в состав новой большой административной единицы — Дунайской бановины.
Формально венгры Воеводины обладали всеми политическими правами и свободами. Однако был закрыт ряд школ, в которых
преподавание велось на венгерском, учителей, не знающих сербскохорватский, увольняли. С 1921 года по 1929 год свыше 10000 венгров покинули Воеводину.

## Вторая мировая война
В 1941 году Югославия была разгромлена Германией, Италией и Венгрией. Бачка была передана Венгрии, Срем получило Независимое государство Хорватия. Представители проживавших в этих местах немцев стали обращаться к Гитлеру с просьбами о создании на Дунае крупного немецкого государства. Однако германское правительство, желая оставить Банат в качестве приманки как для Венгрии, так и для Румынии (и та, и другая страна претендовали на эту территорию), предпочло, чтобы регион оставался под управлением немецкой военной администрации в Сербии. Так как это могло выглядеть как включение Баната в состав марионеточного сербского государства, то немцы приказали марионеточному правительству создать там отдельный административный регион, возглавляемый вице-губернатором из числа этнических немцев.

## После 1944 года
В 1944 году эти земли были освобождены Народно-освободительной армией Югославии, и было возвращено довоенное административно-территориальное деление. После образования в 1945 году Федеративной Народной Республики Югославии Дунайская бановина была ликвидирована, и был образован Автономный край Воеводина в составе Народной Республики Сербия. В 1963 году он был переименован в Социалистический автономный край Воеводина, а с 1974 года стал де-факто субъектом югославской федерации, получив право голосования на уровне Сербии. 4 октября 1988 года в Бачка-Паланке толпа потребовала отставки правительства Воеводины. На следующий день Милошевич возглавил народный поход на Нови-Сад. Югославская народная армия отказалась разгонять шествие и власти Воеводины ушли в отставку. Согласно указу от 28 сентября 1990 года из названия автономного края было убрано слово «социалистический»; Воеводина вновь стала автономией в составе Сербии, потеряв свой почти-федеральный статус. После свержения Милошевича ситуация изменилась. В 2011 году в Сербии был принят закон о статусе Воеводины, согласно которому край получил значительную автономию: право на самостоятельную бюджетно-налоговую политику, на создание своего правительства и собственного банка.